# رشدین (خداآفرین)
رشدین یکی از روستاهای استان آذربایجان شرقی است که در دهستان منجوان غربی بخش منجوان شهرستان خداآفرین واقع شده‌است.